# Моріс Женевуа
Моріс Женевуа (фр. Maurice Genevoix; 29 листопада 1890 — 8 вересня 1980) — французький письменник.
Моріс-Шарль-Луї-Женевуа народився 29 листопада 1890 року в місті Десіз, Ньєвр. Провів дитинство в Шатонеф-сюр-Луар. Після відвідування місцевої школи навчався в ліцеї Орлеана та Ліцеї Ланакаль. Женевуа був прийнятий до Вищої нормальної школи, був першим у своєму класі, але після початку Першої світової війни мобілізований до армії у 1914 році. Швидко отримав звання лейтенанта. Брав участь у кривавих битвах на південний схід від Вердена наприкінці 1914 року та на початку 1915 року.
25 квітня 1915 року важко поранений і повернувся до Парижа. Події війни глибоко вплинули на нього, і він написав тетралогію «Ceux de 14» (Людина 1914 року), яка принесла йому визнання публіки.
Близько 1919 року Женевуа захворів на іспанський грип, що змусило його повернутися до Луари. Він активно займався літературною працею, отримав грант від Фонду Флоренції Блюменталь, який дозволив йому завершити деякі найвідоміші твори «Ремі де Рауш» та «Раболіо», останній з яких отримав Гонкурівську премію.
У 1928 році помер його батько, Женевуа переїхав до Вернелла в Луаре. Приблизно в цей час він почав подорожувати за кордон до Канади, Скандинавії, Мексики та Африки. Канада та Африка вразили письменника, Африці він присвятив есе 1949 р. «Біла Африка, Чорна Африка».
24 жовтня 1946 року обраний членом Французької академії. У 1950 році повернувся до Парижа і став секретарем Французької академії в 1958 році. У 1970 році Женевуа, який був президентом програмного комітету французького державного радіо, розпочав телесеріал про французьких письменників. Йому також запропонували Національний де Літрів Гран-Прі.
Помер 8 вересня 1980 року.
Французька акедемій засновала літературну премію, яка названа на його честь.